# Atletika na Letních olympijských hrách 1956 – 100 metrů ženy
 Běh na 100 metrů žen na Letních olympijských hrách 1956 se uskutečnil ve dnech 29. a 30. listopadu v Melbourne. 

## Výsledky finálového běhu
| *                | jméno               | země                     | čas  |
| ---------------- | ------------------- | ------------------------ | ---- |
| Zlatá medaile    | Betty Cuthbertová   | Austrálie                | 11,5 |
| Stříbrná medaile | Christa Stubnicková | Tým sjednoceného Německa | 11,7 |
| Bronzová medaile | Marlene Mathewsová  | Austrálie                | 11,7 |
| 4                | Isabelle Danielsová | Spojené státy americké   | 11,8 |
| 5                | Giuseppina Leoneová | Itálie                   | 11,9 |
| 6                | Heather Armitageová | Velká Británie           | 12,0 |